# Satiricum
Das Satiricum (Eigenschreibweise: SATIRICUM) ist eine eigene Abteilung innerhalb der Staatlichen Bücher- und Kupferstichsammlung im Sommerpalais in Greiz. Es wurde 1975 von Werner Becker, Henryk Berg, Harald Kretzschmar, Klaus Vonderwerth und den Kulturfunktionären Fritz Donner (* 1929) und Waltraut Mai als nationale Karikaturensammlung der DDR gegründet. Die Sammlung beinhaltet einen reichen Fundus an historischen Karikaturen des 17. bis 19. Jahrhunderts aus überwiegend fürstlichem Besitz. Darunter befinden sich Zeichnungen von sehr bedeutenden englischen, französischen und deutschen Künstlern. Von dem französischen Karikaturisten Honoré Daumier sind ebenfalls zahlreiche Lithographien in alter Kolorierung vorhanden. Eine Vielzahl der bekanntesten Blätter wurde von James Gillray geschaffen. Ein großer Bestand an englischen Karikaturen stammt aus der Sammlung der englischen Prinzessin Elisabeth von Großbritannien, Irland und Hannover (1770–1840). Sie vermachte ihre wissenschaftlichen und künstlerischen Sammlungen ihrer Lieblingsnichte Caroline von Hessen-Homburg (1819–1872), Gattin Heinrichs XX. Reuß ä. L. (1794–1859). Weiterhin befinden sich in der Sammlung Blätter von Chodowiecki, Rowlandson, Boilly und Monnier. Daneben gibt es noch eine umfangreiche Sammlung deutscher Karikaturen aus der Zeit des Vormärz und der Revolution von 1848.
Nach Gründung des Satiricums kamen Satirezeitschriften, Arbeiten aus dem Simplicissimus, dem Wahren Jacob und der Arbeiterpresse der 1920er Jahre hinzu. Viele bekannte Künstler, die in der DDR-Zeitschrift Eulenspiegel veröffentlichten, stellten hier ihre Originale aus. Von 1975 bis 1990 entstand eine Spezialsammlung mit ca. 10.000 Blättern, welche den umfangreichsten satirischen Bilderfundus der DDR-Zeitgeschichte bildet. Nach der Wende wurde die Sammeltätigkeit auf den gesamten deutschsprachigen Raum ausgeweitet, wobei die Karikatur in Ostdeutschland weiterhin einen Schwerpunkt bildet. Heute sind neben Arbeiten von bekannten DDR-Künstlern auch Arbeiten von Kollegen zu sehen, die in der ehemals westdeutschen Satirezeitschrift Titanic veröffentlichen.